# فرودگاه جنوبی تانچون
فرودگاه جنوبی تانچون (به انگلیسی: Tanchon South Airport) یک فرودگاه نظامی است . این فرودگاه در کشور کره شمالی قرار دارد و در ارتفاع ۳۹ متری از سطح دریا واقع شده است.